# Citroën DS9
De Citroën DS9 (ontwerpnaam Numéro 9) is een conceptauto van Citroën en zal als 'shooting break' wellicht het vierde model in Citroëns DS-lijn worden, naast de Citroën DS3, DS4 en DS5. De DS9 is gebaseerd op de Citroën Metropolis.
De DS9 is op de autobeurs van Peking in april 2012 te zien geweest, maar nog steeds niet in productie. Het model zou bedoeld zijn voor de Aziatische markt.